# Lebucquière Communal Cemetery Extension
Lebucquière Communal Cemetery Extension est un cimetière militaire de la Première Guerre mondiale situé sur le territoire de la commune de Lebucquière, Pas-de-Calais.

## Localisation
Ce cimetière est situé en bordure du village, à côté du l'ancien cimetière communal.

## Historique
Le village de Lebucquière a été occupé par les Allemands dès fin août 1914 et est resté loin du front jusqu'en mars 1917 date à laquelle il a été occupé par les forces du Commonwealth le 19 mars 1917, à la suite du retrait allemand sur la ligne Hindenburg. Il a été repris par les Allemands le 23 mars 1918, après une résistance farouche de la 19e division (occidentale) et a été définitivement repris par la 5e division le 3 septembre 1918. L’extension du cimetière communal a commencé le 24 mars 1917 et a été utilisée par le 1re Division australienne et autres unités pendant près d'un an. Après la réoccupation du village en septembre 1918, il a été réutilisé pendant quinze jours. À l’armistice, le cimetière contenait 150 sépultures, mais il a ensuite été considérablement agrandi lorsque des tombes ont été apportées depuis les champs de bataille environnants.

## Caractéristique
Ce cimetière comporte maintenant 774 sépultures du Commonwealth dont 266 ne sont pas identifiées et également les tombes de six soldats allemands.

## Galerie

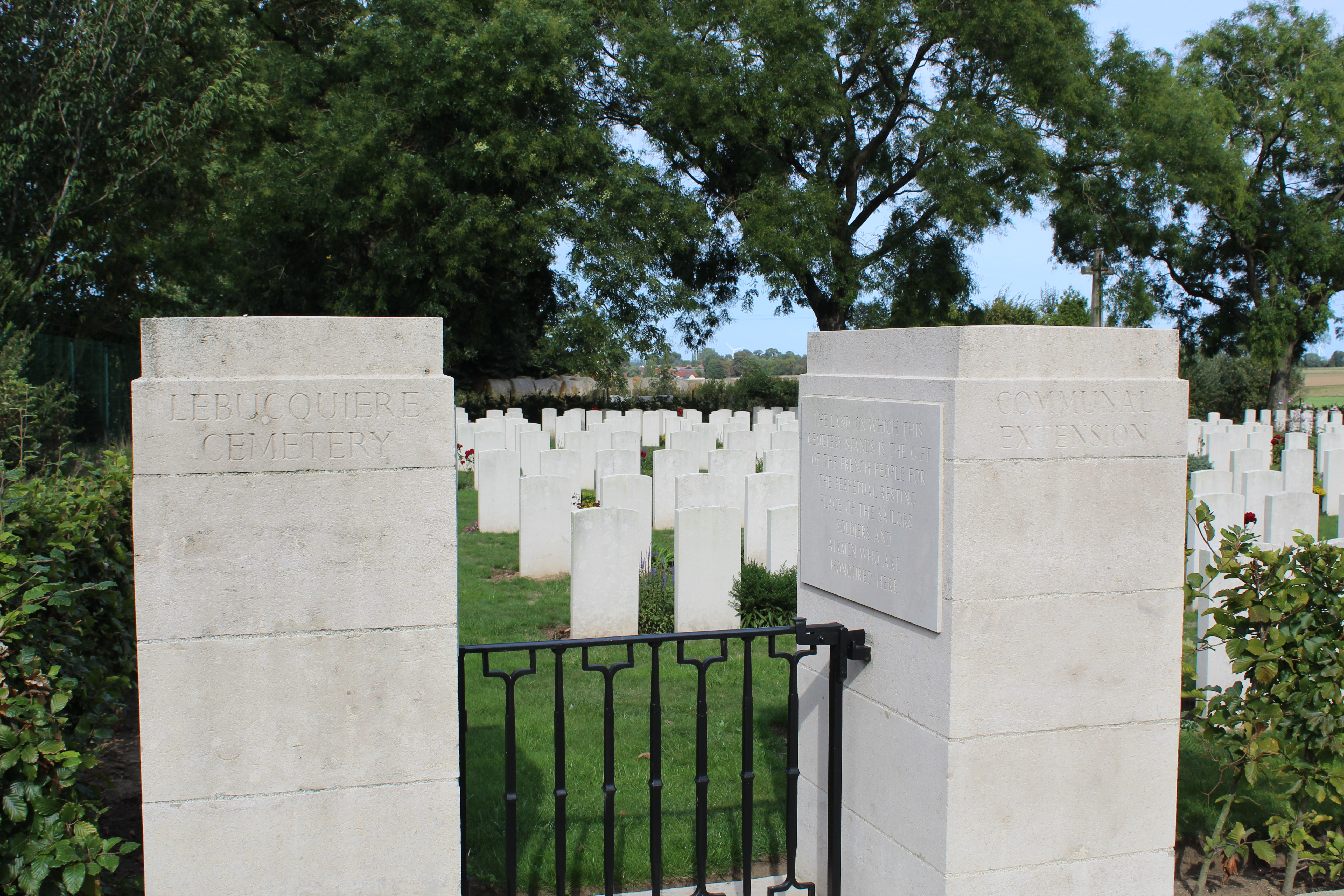
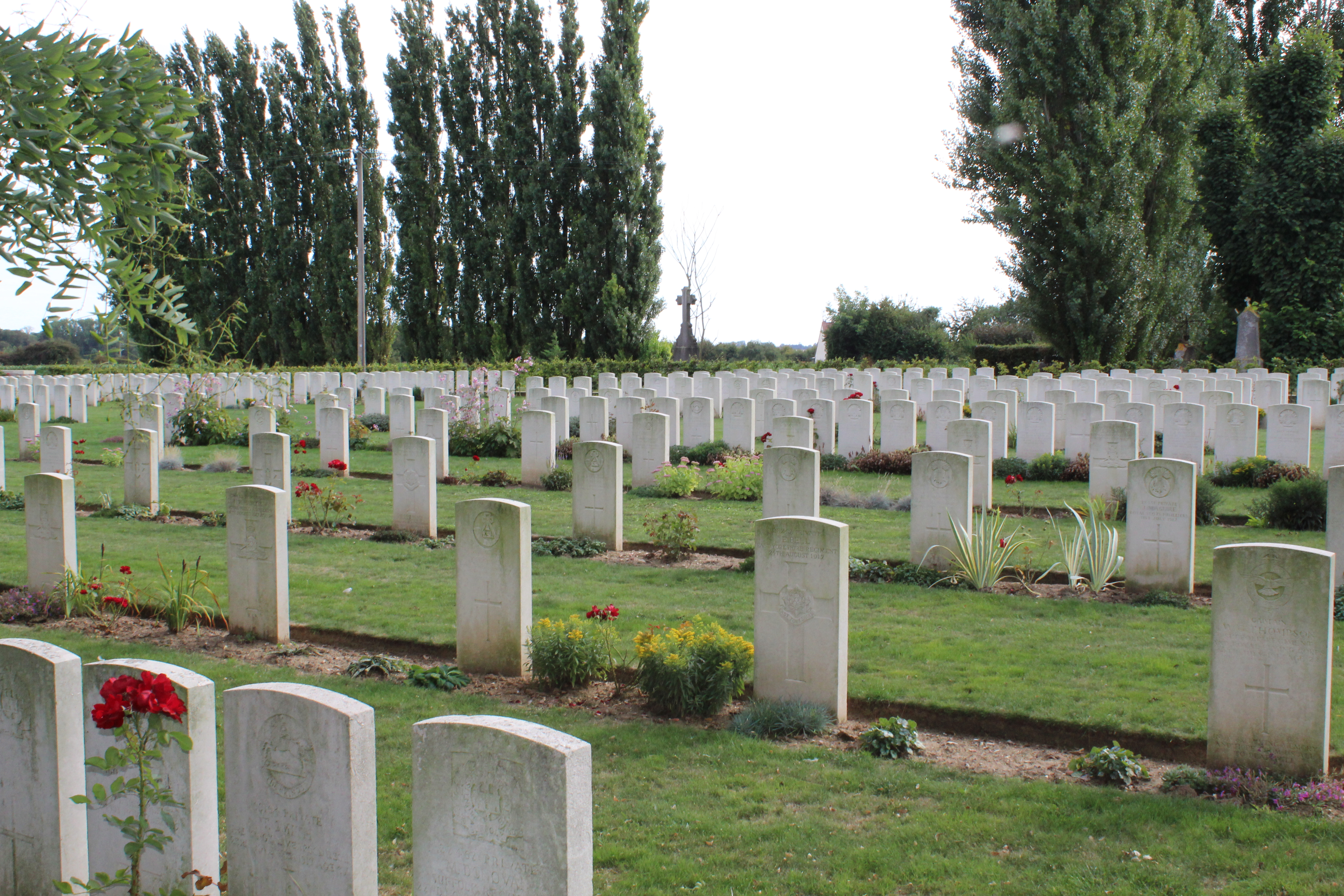
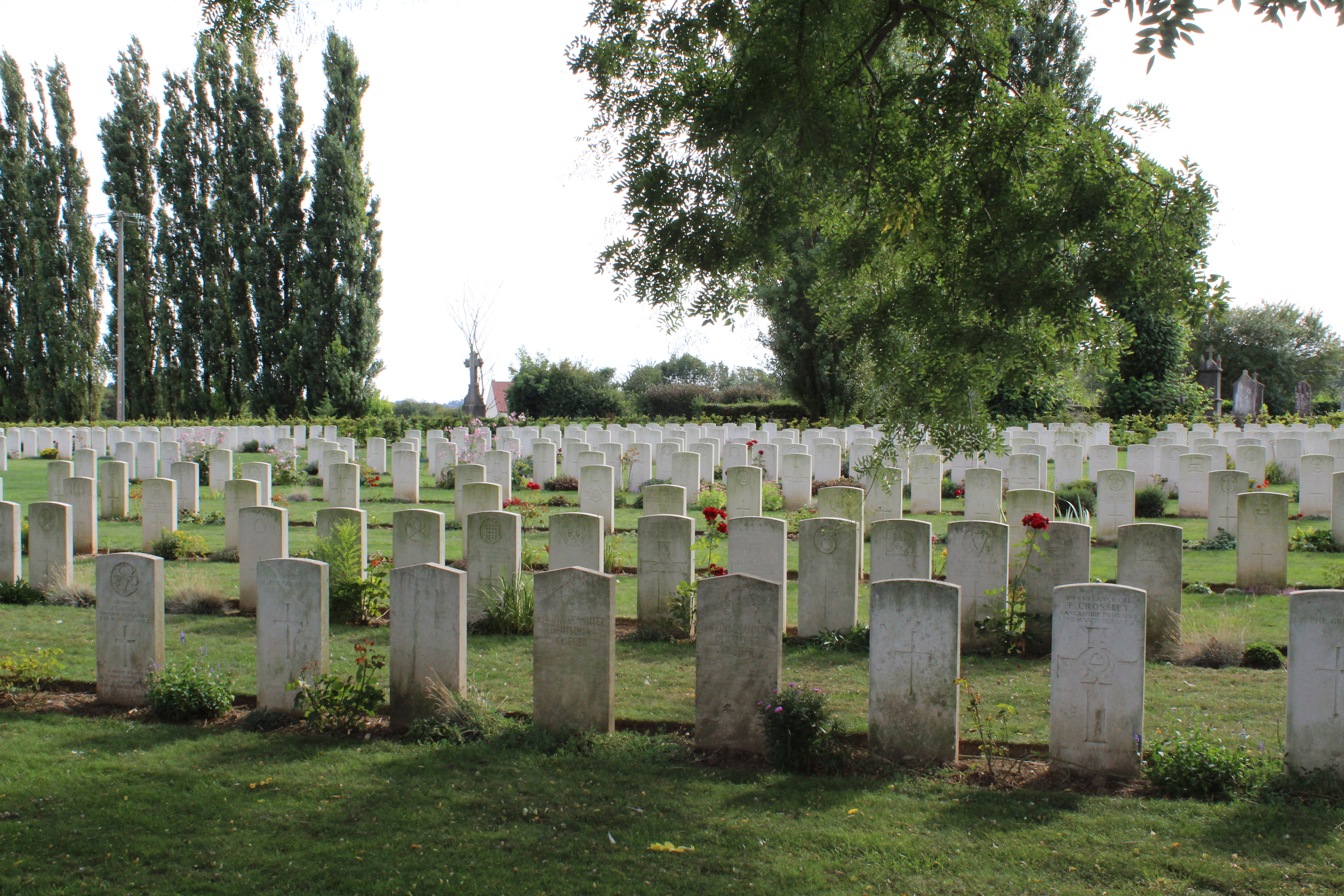
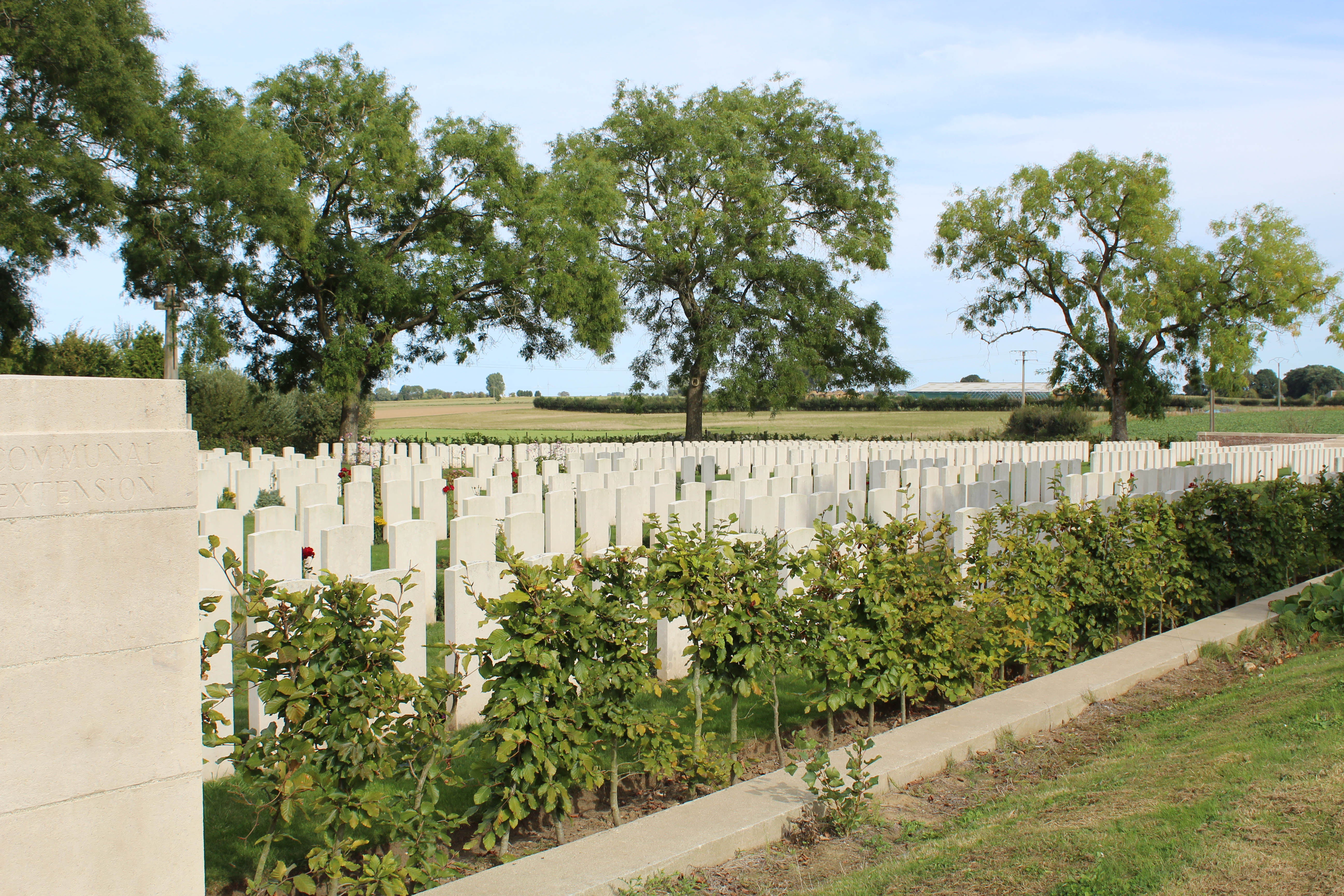

## Sépultures
| Pays             | Sépultures |
| ---------------- | ---------- |
| Royaume-Uni      | 686        |
| Canada           | 1          |
| Australie        | 65         |
| Nouvelle-Zélande | 21         |
| Afrique du Sud   | 1          |
| Allemagne        | 6          |
| Total            | 780        |

## Pour approfondir